# Gerhard Gloxin
Gerhard Gloxin (Lebensdaten unbekannt) war ein deutscher Fußballspieler.

## Karriere

### Vereine
Gloxin gehörte zunächst dem SV Brandenburg 01 Dresden an, für den er in den von Verband Mitteldeutscher Ballspiel-Vereine ausgetragenen Meisterschaften im  Gau Ostsachsen als Abwehrspieler Punktspiele bestritt. Am Saisonende 1923/24 wurde er mit seinem Verein Meister im Gau Ostsachsen mit drei Punkten vor dem Dresdner SC. In der sich anschließenden und im K.-o.-System ausgetragenen Endrunde um die Mitteldeutsche Meisterschaft setzte sich seine Mannschaft am 23. März 1924 zunächst mit 4:0 beim Zittauer BC in der 1. Runde durch. Am 23. März 1924 verlor seine Mannschaft mit 0:4 dem SV Brandenburg Dresden in der Vorrunde.
Von 1925 bis 1930 spielte er dann für den Ligakonkurrenten Dresdner SC, mit dem er während seiner Vereinszugehörigkeit fünfmal in Folge die Meisterschaft im Gau Ostsachsen und dreimal die Mitteldeutsche Meisterschaft gewann. Aufgrund der Erfolge nahm er mit der Mannschaft auch an den jeweiligen Endrunden um die Deutsche Meisterschaft teil und debütierte am 16. Mai 1926 bei der 0:1-Niederlage gegen den Breslauer SC 08 im Achtelfinale. Sein zweites Endrundenspiel endete am 16. Juni 1929 – ebenfalls im Achtelfinale – mit der 0:3-Niederlage gegen den FC Bayern München. Seine letzten beiden Endrundenspiele bestritt er am 18. Mai und 1. Juni 1930 mit dem Achtel- und Viertelfinale beim 8:1-Sieg über den VfB Königsberg und beim 5:4-Sieg n. V. über die SpVgg Fürth. Zudem gewann er 1928 mit dem Dresdner SC den Mitteldeutschen Pokal.

### Auswahlmannschaft
Als Spieler der Auswahlmannschaft des Verbandes Mitteldeutscher Ballspiel-Vereine nahm er am Wettbewerb um den Bundespokal teil und erreichte mit ihr das Finale. Die am 4. Oktober 1925 gegen die Auswahlmannschaft des Süddeutschen Fußball-Verbandes vor 30.000 Zuschauern im Probstheidaer Stadion in Leipzig ausgetragene Begegnung wurde mit 1:2 verloren; das Siegtor erzielte Andreas Franz von der SpVgg Fürth in der 88. Minute.

## Erfolge
- Mitteldeutscher Meister 1926, 1929, 1930
- Meister Gau Ostsachsen 1924, 1926, 1927, 1928, 1929, 1930
- Mitteldeutscher Pokal-Sieger 1928
- Bundespokal-Finalist 1926